# Lessemsauridae
De Lessemsauridae zijn een groep plantenetende dinosauriërs, behorend tot de Sauropodomorpha.
In 2018 merkten Cecilia Apaldetti, Ricardo Nestor Martínez, Ignacio Alejandro Cerda, Diego Pol en Oscar Alcober dat Ingentia een aparte tak vormde met Lessemsaurus en Antetonitrus.
Ze benoemden een klade Lessemsauridae. De klade werd gedefinieerd als de groep bestaande uit de laatste gemeenschappelijke voorouder van Lessemsaurus sauropoides
Bonaparte, 1999 en Antetonitrus ingenipes Yates and Kitching, 2003 en al diens afstammelingen.
De klade toonde twee synapomorfieën, gedeelde afgeleide eigenschappen. Het schouderblad is robuust met beide uiteinden gelijkelijk verbreed. De botgroei wordt gekenmerkt door dikke zones dooraderd fibrolamellair bot, afgezet in een cyclisch groeipatroon.
Daarnaast was er unieke combinatie van op zich niet voor de groep unieke kenmerken. De achterste ruggenwervels hebben een spleetvormig ruggenmergkanaal. Bij de voorste ruggenwervels zijn de doornuitsteeksels bovenaan overdwars verbreed. Het eerste middenhandsbeen is op het dunste punt ruim tweemaal dikker dan het dunste punt van de schacht van het tweede middenhandsbeen.
De groep bestaat uit grote vormen van acht tot tien meter lengte, uit het late Trias. Ze vertegenwoordigen onder de landdieren de grootste planteneters die tot dan toe geëvolueerd waren. Hun armen zijn lang en waren in staat het lichaam als voorpoten te ondersteunen hoewel ze nog niet in staat waren tot een efficiënte voorwaartse afzet.
Afhankelijk van de definitie zijn de Lessemsauridae de meest basale groep of de zustergroep van de Sauropoda.